# Rispige Flockenblume
Die Rispige Flockenblume (Centaurea paniculata) ist eine Pflanzenart, die zur Pflanzengattung der Flockenblumen (Centaurea) in der Unterfamilie der Carduoideae innerhalb der Familie der Korbblütler (Asteraceae) gehört. 

## Beschreibung

### Vegetative Merkmale
Die Rispige Flockenblume wächst als zweijährige krautige Pflanze und erreicht Wuchshöhen von 20 bis 60 Zentimetern. Sie verfügt über eine weißfilzige Beharrung.

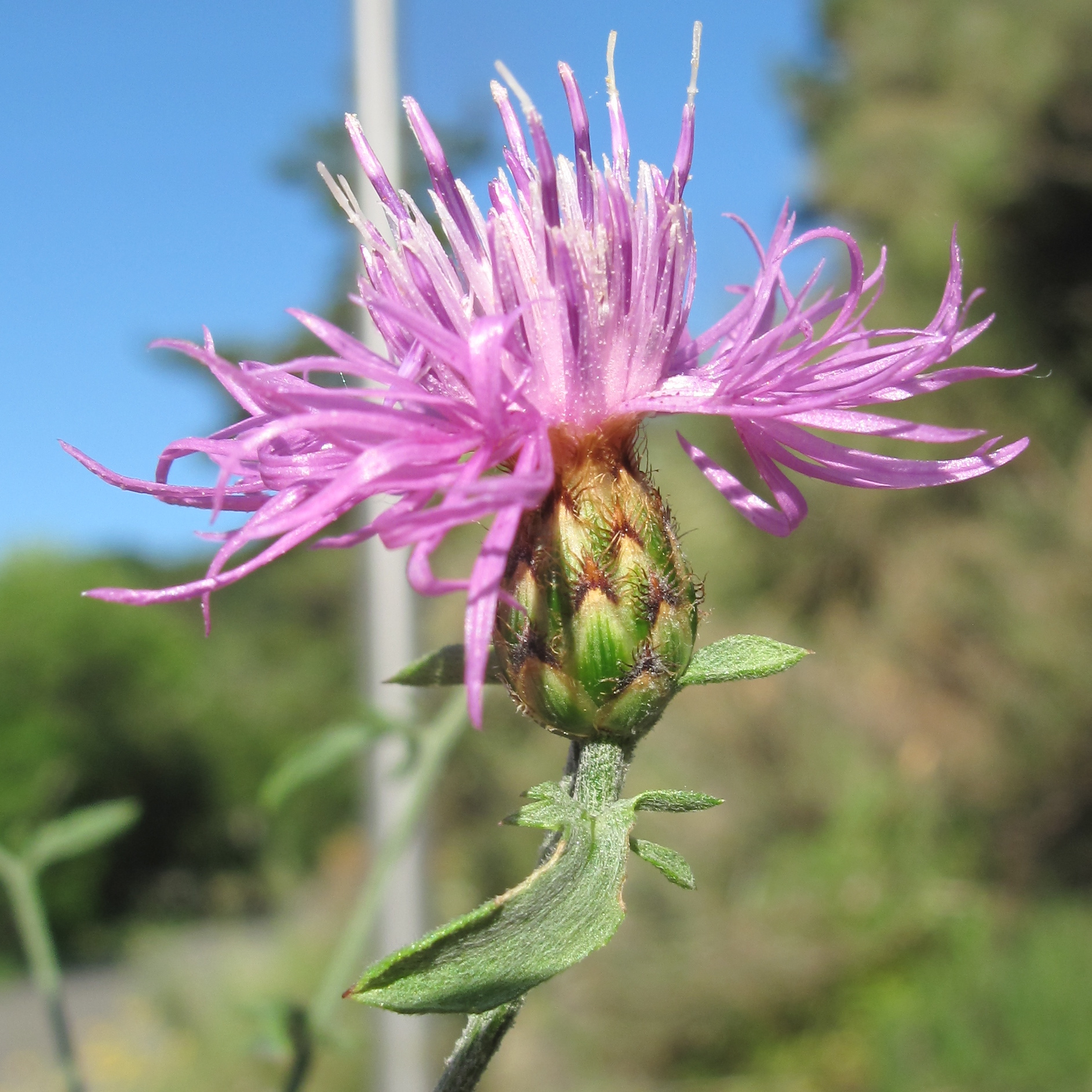
Rispige Flockenblume (Centaurea paniculata)

### Generative Merkmale
Die Blütezeit liegt im Sommer. Wegen der Zugehörigkeit der Unterfamilie Carduoideae besitzt die Rispige Flockenblume sehr wohl Röhrenblüten, aber keine Zungenblüten. Die Farbe der Röhrenblüten ist magenta bis rosaweiß. Die Hüllen der kleinen Blütenkörbe sind 0,8 bis 1 Zentimeter lang und 0,5 bis 0,7 Zentimeter dick. An den Hüllblättern befinden sich Anhängsel mit drei bis fünf hellbraunen Fransen und stacheligen oberen Enden.

### Chromosomenzahl
Die Chromosomenzahl beträgt 2n = 18.

## Ökologie
An der Rispigen Flockenblume entwickeln sich die Raupen der Schmetterlinge Jordanita budensis, Jordanita hispanica und Jordanita chloros.

## Standorte in der Schweiz
Die Rispige Flockenblume gedeiht am besten auf sandigen, lockeren Böden an warmen Standorten in der kollinen Höhenstufe. Sie wächst an Wegrändern und auf Schuttplätzen.

## Systematik und Verbreitung
Die Erstveröffentlichung von Centaurea paniculata erfolgte durch Carl von Linné.
Die Rispige Flockenblume kommt in Südwesteuropa vor allem in Spanien, Italien und Südfrankreich vor. In Mitteleuropa tritt sie als unbeständiger Neophyt auf.
Von Centaurea paniculata gibt es je nach Autor etwa 5 Unterarten:
- Centaurea paniculata L. subsp. paniculata: Sie kommt ursprünglich in Spanien, Frankreich und in Italien vor.[3]
- Centaurea paniculata subsp. cossoniana (Arènes) Dostál: Sie kommt in Spanien vor.[3]
- Centaurea paniculata subsp. esterellensis (Briq.) Dostál: Sie kommt in Frankreich vor.[3]
- Centaurea paniculata subsp. polycephala (Jord.) Nyman: Sie kommt in Frankreich vor.[3]
- Centaurea paniculata subsp. rigidula (Jord.) Dostál: Sie kommt in Frankreich vor.[3]

## Trivialnamen
Für die Rispige Flockenblume bestehen bzw. bestanden auch die weiteren deutschsprachigen Trivialnamen: Dickkopp (Altmark), Knopfwurz (Schlesien) und Stöbenkraut. Trotz ähnlichem Trivialnamen ist die Rispige Flockenblume nicht identisch mit der Rispen-Flockenblume (Centaurea stoebe).